# Saint-Didier-des-Bois
Saint-Didier-des-Bois is een gemeente in het Franse departement Eure (regio Normandië) en telt 781 inwoners (2004). De plaats maakt deel uit van het arrondissement Bernay.

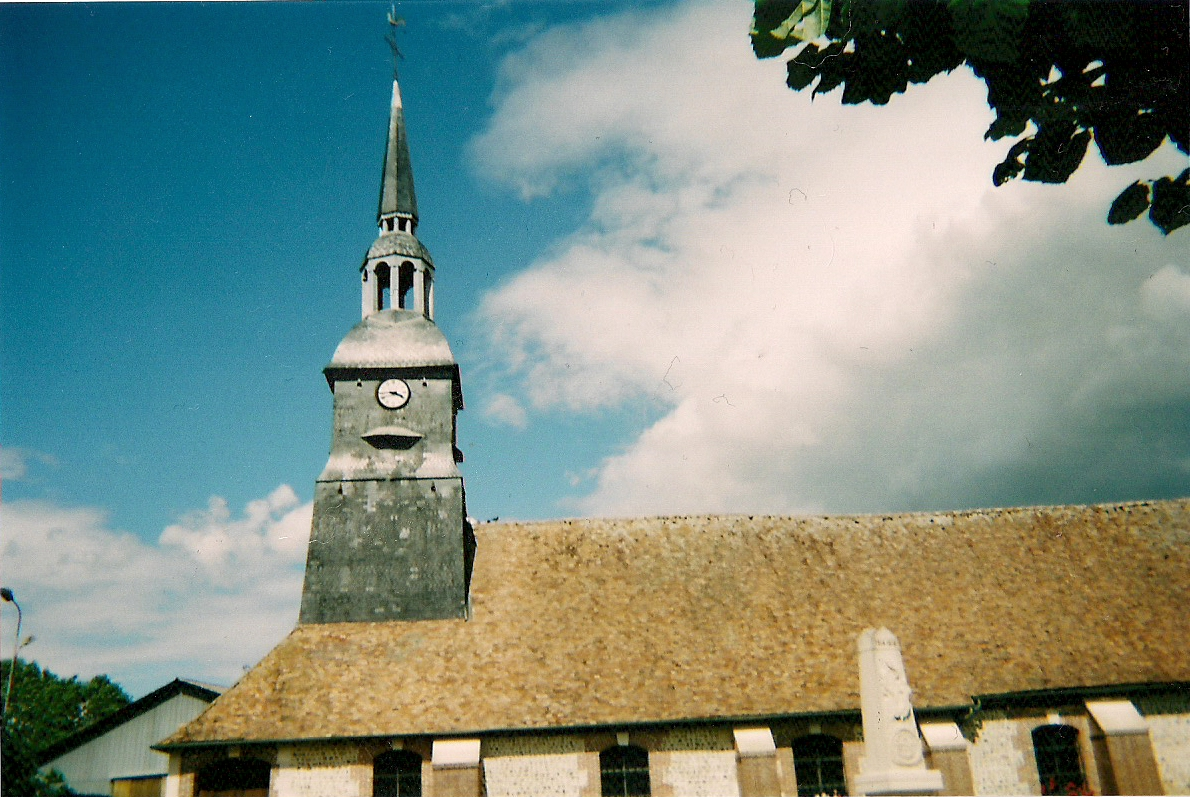
Kerk van Saint-Didier-des-Bois
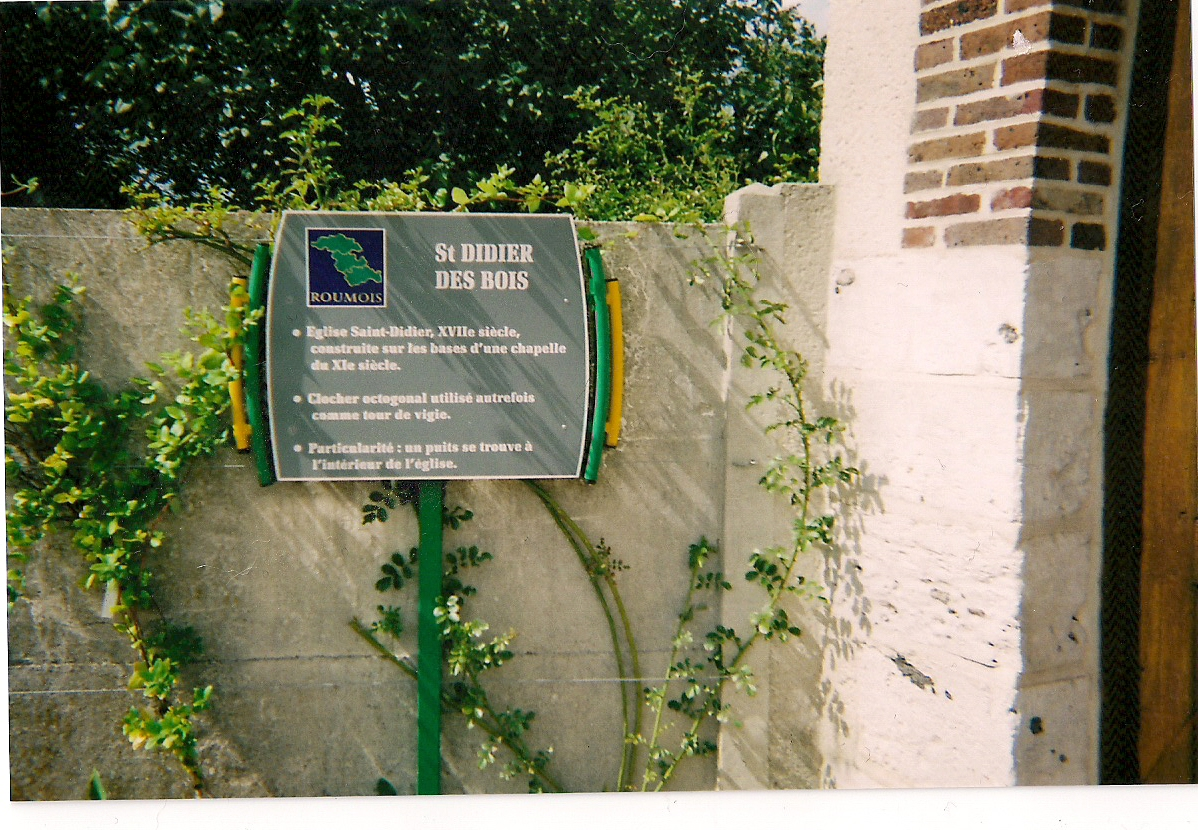

## Geografie
De oppervlakte van Saint-Didier-des-Bois bedraagt 5,6 km², de bevolkingsdichtheid is 139,5 inwoners per km².
De onderstaande kaart toont de ligging van Saint-Didier-des-Bois met de belangrijkste infrastructuur en aangrenzende gemeenten.

## Demografie
Onderstaande figuur toont het verloop van het inwonertal (bron: INSEE-tellingen).